# Апаранский район
Апаранский район — административно-территориальная единица в составе Армянской ССР и Армении, существовавшая в 1930—1995 годах. Центр — Апаран.

## История
Апаранский район был образован в 1930 году.
19 марта 1951 года в состав Апаранского района была включена территория упразднённого Алагёзского района, но в 1972 году район был восстановлен.
Упразднён в 1995 году при переходе Армении на новое административно-территориальное деление.

## География
На 1 января 1948 года территория района составляла 631 км².

## Административное деление
По состоянию на 1948 год район включал 19 сельсоветов: Апаранский, Апнагюхский, Блхерский, Бужакавский, Варденисский, Дзораглухский, Ернджатапский, Зовунинский, Имрлинский, Казнафарский, Каракилисинский, Каранлугский, Касахский, Кучакский, Мравянский, Мулкинский, Нигатупский, Овитский.